# Brotheas gervaisii
Espèce
Synonymes
- Brotheas subgranosus Pocock, 1898

Brotheas gervaisii est une espèce de scorpions de la famille des Chactidae.

## Distribution
Cette espèce se rencontre en Guyane, au Guyana et au Brésil en Amapá. Sa présence au Suriname est incertaine.

## Description
L'holotype mesure 62 mm.

## Étymologie
Cette espèce est nommée en l'honneur de Paul Gervais.

## Publication originale
- Pocock, 1893 : A contribution to the study of neotropical scorpions. Annals and Magazine of Natural History, sér. 6, vol. 12, p. 77–103 (texte intégral).